# Хуссейн Йи
Хуссейн Йи или Хуссайн Йи (малайск. Hussain Yee или малайск. Hussein Yee; род. 1950, Малайзия) — малазийский исламский проповедник и международный даи ислама, а также президент малазийской организации Пертубухан аль-Хадем.

## Ранние годы
Родившийся в буддийской семье малазийских китайцев, Хуссейн Йи принял ислам в возрасте 18 лет. Йи учился у учёного Насируддина аль-Албани.

## Занимаемые должности
Хуссейн Йи — основатель и президент Пертубухан аль-Хадем.
В 1980 году он отработал один год в качестве советника для Исламской организации беженцев Камбоджи в Париже. С 1984 по 1985 годы он также служил советником в PERKIM Куала-Лумпур и директором Да'ва для Исламского центра в Гонконге. 

## Противоречия и реакция
В 2015 году он выступил с программной речью на Австралийской исламской мирной конференции (AIPC), в которой приняли участие религиозные лидеры иудейских и христианских конфессий.
Йи заявил, что мусульмане не несут ответственности за атаки на Соединенные Штаты 11 сентября 2001 года, обвинял в этом событии евреев, основываясь лишь на «подозрении».
Хуссейн Йи позже ответил на обвинения и отрицал, что когда-либо говорил, что «евреи стояли за атакой 11 сентября», и обвинил австралийскую газету в «некомпетентной журналистике».
Однако в 2006 году во время лекции, транслировавшийся на Peace TV, Йи заявил, что евреи отклонились от заповедей Аллаха и любят делать вещи, которые являются «крайне экстремальными», и что самая экстремистская нация — это евреи. Он продолжил объяснять, что поскольку евреи нарушают свои обещания Аллаху, от них нельзя ожидать уважения к Организации Объединенных Наций или надежности: «Если они хотят убивать, они убивают, потому что верят, что они избранный народ... а кровь, которая не является еврейской, подобна крови животного». Он сказал, что именно по этой причине они убивают палестинцев каждый день.
В той же лекции Йи сказал, что христиане «всегда играют с миром».